# Cryptothelea
Genre
Cryptothelea est un genre d'insectes lépidoptères (papillons) de la famille des Psychidae.

## Liste d'espèces
Selon BioLib (11 juillet 2025) :
- Cryptothelea fuscescens (Snellen, 1879)
- Cryptothelea gloverii (Packard, 1869)
- Cryptothelea leonina (Tams, 1924)
- Cryptothelea nigrita (Barnes & McDunnough, 1913)
- Cryptothelea symmicta (Dyar, 1914)